# Missilismo amador

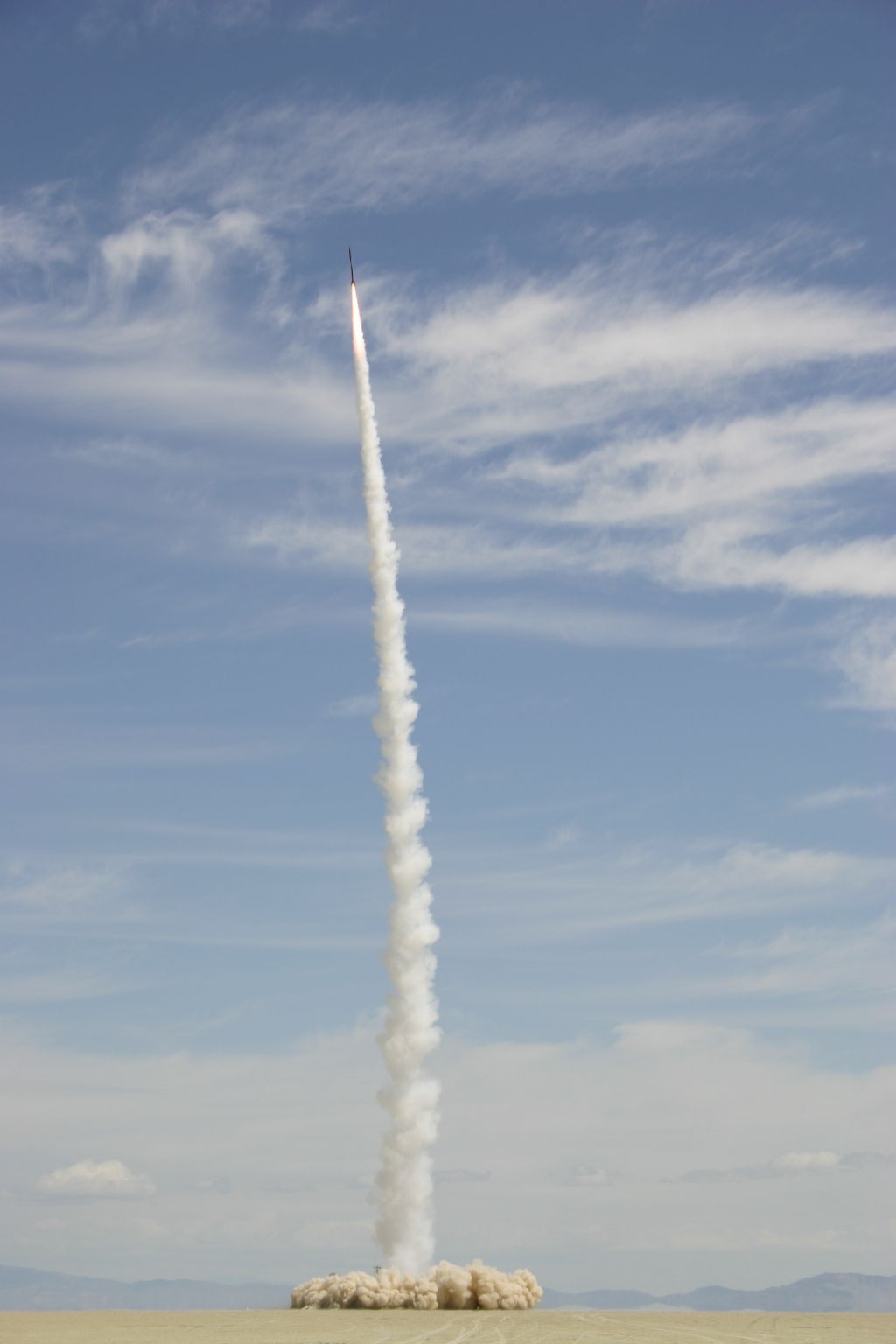
Foguete lançado com sucesso em 17 de Maio de 2004.

Missilismo amador, as vêzes também chamado de espaçomodelismo, missilismo experimental amador, foguetismo amador, foguetismo experimental ou foguetismo experimental amador (não há um consenso quanto aos termos) é uma atividade onde foguetes (foguetões, em Portugal) são inteiramente construídos por amadores, a partir "do zero", sem o uso de componentes comerciais. Isto inclui o motor do foguete e seu propelente.

## Objetivo e desafios
O objetivo do missilismo amador é projetar, construir, testar e lançar foguetes. As atividades envolvem o estudo, projeto, construção e teste de componentes isoladas do foguete, como o motor, a fuselagem, cone do nariz, carga útil, sistema de resgate, etc, bem como testes de diferentes tipos de propelentes para o motor. Para realizar os testes, muitas vezes é necessária a criação e desenvolvimento de equipamentos, sensores, softwares, etc. O próprio lançamento dos foguetes, serve para a medida da performance do modelo em voo e ponto de partida para futuros aperfeiçoamentos.

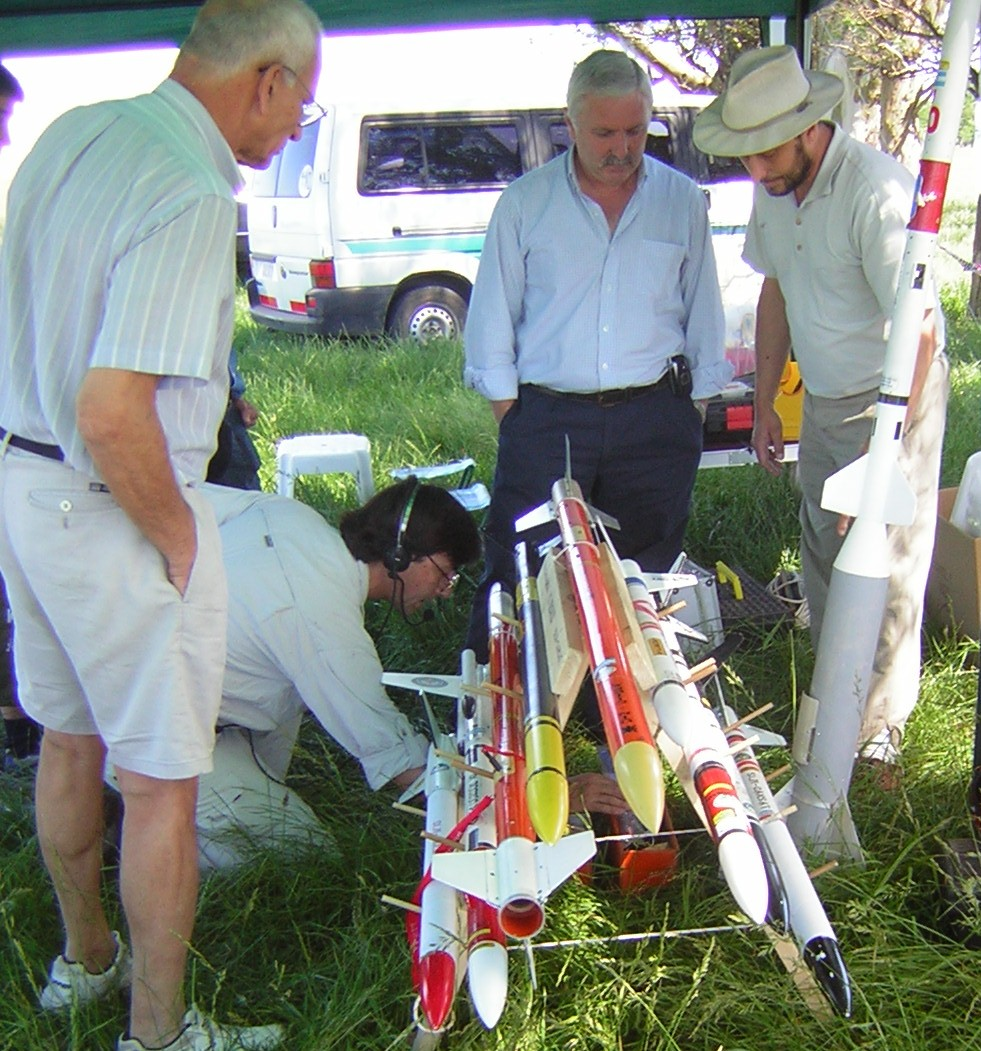
Entusiastas argentinos do missilismo em 2006.

O missilismo amador apresenta vários desafios para seus adeptos. Um dos maiores desafios é desenvolver um motor que seja fácil de ser construído e operado, confiável e que proporcione um desempenho consistente e previsível. Outro grande desafio é desenvolver um sistema de resgate de alta confiabilidade. O sistema de resgate consiste em um dispositivo que libera um paraquedas fazendo com que o foguete desça com segurança, sem sofrer danos, evitando acidentes e permitindo que o foguete possa ser reutilizado. Tentar superar esses desafios e tantos outros para alcançar seus objetivos é o que faz desta atividade, um hobby desafiador, educativo e fascinante.
Como o manuseio de propelentes e motores de foguetes envolve certos risco, os adeptos desta atividade seguem a risca um código de segurança, que estabelece regras que devem ser observadas para evitar acidentes pessoais e danos materiais.
Embora o missilismo amador seja considerado um passatempo, os missilistas amadores têm desenvolvidos uma pesquisa significativa no campo dos foguetes de combustível híbrido.

## Missilismo x Missilmodelismo
O missilismo amador difere de outras atividades como o Missilmodelismo, onde foguetes comerciais completos ou alguns de seus componentes são adquiridos prontos para o uso, especialmente o motor e seu propelente. Nestas atividades, os foguetes são totalmente ou parcialmente montados a partir de conjuntos prontos.

## História
O missilismo amador foi um passatempo popular nos Estados Unidos no final da década de 1950, logo após o lançamento do Sputnik pela antiga União Soviética, tal como descrito no romance "Rocket Boys". Naquela época, os foguetes amadores não-comerciais (e muitos foguetes comerciais) eram frequentemente construídos a base de pólvora e sem critério, causando graves acidentes e danos materiais.
Isto levou certos indivíduos como G. Harry Stine e Veron Estes a fundarem a "Associação Nacional de Misselmodelismo" (National Association of Model Rocket) e publicarem um "Código de Segurança" para a fabricação de foguetes comerciais seguros, com motores desenhados por profissionais e produzidos industrialmente. Desde então, o misselmodelismo tornou-se uma atividade distinta do missilismo amador.
Nas últimas décadas, o conhecimento sobre modernos propelentes tornou-se mais acessível ao grande público, tornando possível o desenvolvimento motores amadores seguros. Hoje em dia, os adeptos deste hobby não dependem mais das perigosas misturas à base de pólvora, as quais exigem um manuseio cuidadoso e apresentam uma performance imprevisível.

### Céu de Outubro
Se você quiser entender melhor o espírito e a história inicial do missilismo assista ao filme "Céu de Outubro" (original em inglês: "October Sky"). Este filme foi baseado no romance autobiográfico de Homer Hickam, Jr, "Rocket Boys".
No filme, a história começa em 1954 quando Homer tem 16 anos e vive numa pequena cidadezinha do interior dos Estados Unidos, Coalwood, no estado de West Virginia, onde a vida de todos os habitantes está voltada para uma empresa de mineração de carvão, Olga Mining Co. Naquela época, os Estados Unidos estava em plena guerra fria com a União Soviética.
Numa noite de outubro, os moradores saem às ruas para observar a passagem da grande novidade e ameaça do momento: o satélite soviético Sputnik. Homer, vendo aquele pontinho de luz passando pelo céu toma uma decisão que mudará sua vida para sempre. Na manhã seguinte, durante o café, anuncia sua decisão ao pai, à mãe e ao irmão mais velho: "EU CONSTRUIREI UM FOGUETE !"
Ninguém entende o que está se passando com o garoto e sua mãe lhe diz: "apenas não se queime!". Depois de muitas tentativas, Homer e seus amigos conseguem lançar vários foguetes. A decisão que tomara naquela noite iria mudar seu destino para sempre, afastando ele do futuro que lhe estava reservado: ser apenas mais um mineiro de carvão numa pequena cidade dos Estados Unidos.

## Eventos notáveis

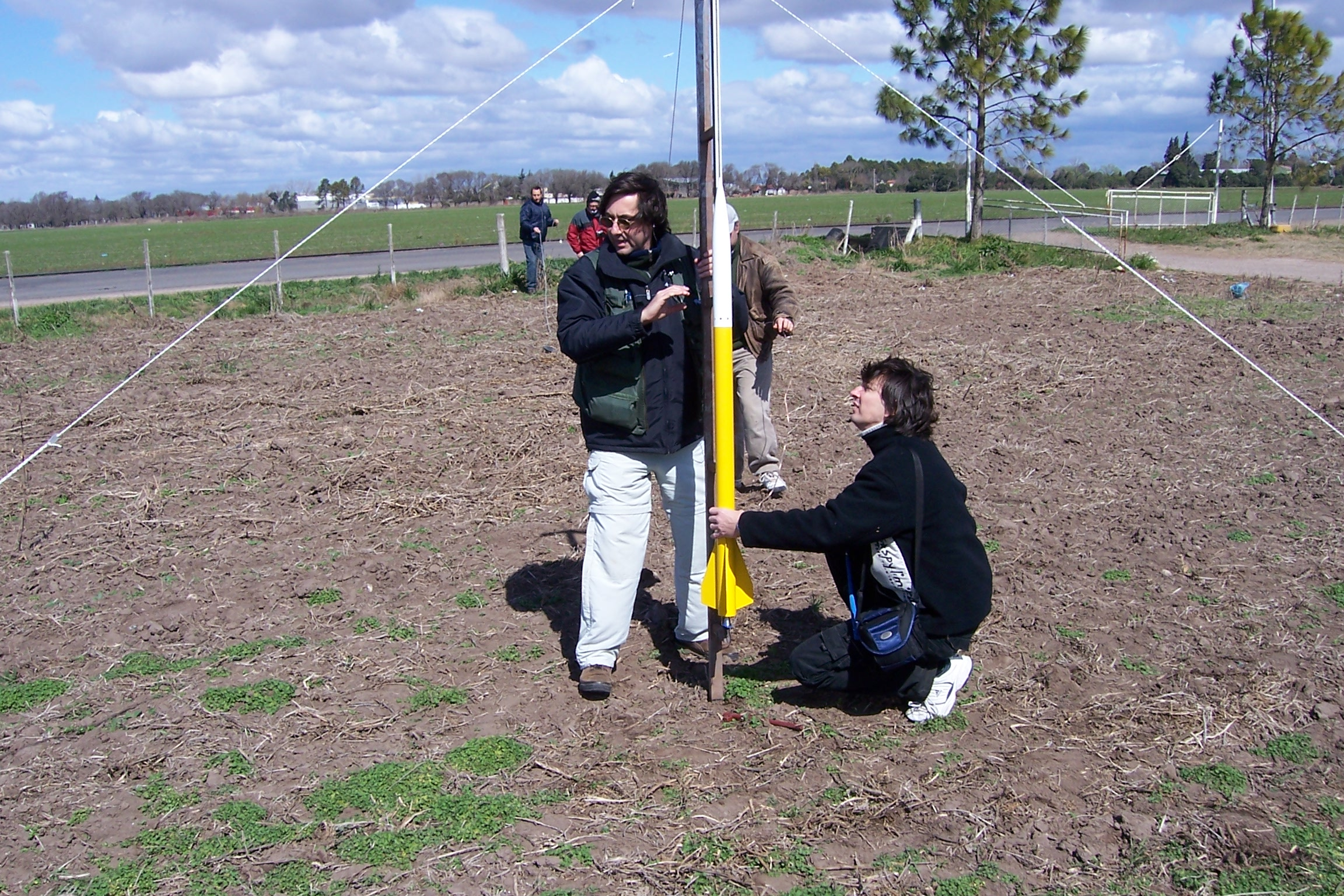
Missilistas argentinos na cidade de Rosário em 2007.

- Em 17 de maio de 2004 um grupo chamado "Civilian Space Exploration Team" (CSXT) lançou com sucesso o primeiro foguete amador de alta-potência ao espaço, atingindo uma altitude de 116 km.[1]
- Antes disso, um outro grupo, a "Reaction Research Society", lançou em 24 de novembro de 1996 um foguete com propelente sólido, a uma altitude de 80 km do deserto de Black Rock, no estado de Nevada.[2]